# Graniczna Placówka Kontrolna Władysławowo
Graniczna Placówka Kontrolna Władysławowo – zlikwidowany pododdział Wojsk Ochrony Pogranicza wykonujący kontrolę graniczną osób, towarów i środków pływających bezpośrednio w przejściach granicznych na granicy morskiej.
Graniczna Placówka Kontrolna Straży Granicznej we Władysławowie – zlikwidowana graniczna jednostka organizacyjna Straży Granicznej wykonująca kontrolę graniczną osób, towarów i środków pływających bezpośrednio w przejściach granicznych na granicy morskiej.

## Formowanie i zmiany organizacyjne
Uwzględniając postulaty Głównego Inspektora Ochrony Pogranicza o utworzeniu morskiej placówki kontrolnej w porcie Władysławowo, 1 sierpnia 1949, według etatu nr 96/2, sformowana została Morska Graniczna Placówka Kontrolna Władysławowo (MGPK Władysławowo) o stanie 36 wojskowych i 1 kontraktowy  w strukturach 4. Brygady Ochrony Pogranicza. W październiku 1949 Morska Graniczna Placówka Kontrolna Władysławowo przystąpiła do wykonywania zadań w ochronie granicy państwowej . W czerwcu 1950, Graniczna Placówka Kontrolna Władysławowo będąc w składzie 16 Brygady WOP, przeformowana została na etat 96/15. W 1952 włączona została w etat 16 Brygady WOP nr 352/8.
1 lipca 1965 WOP podporządkowano Ministerstwu Obrony Narodowej, a Dowództwo WOP przeformowano na Szefostwo WOP z podległością Głównemu Inspektoratowi Obrony Terytorialnej. Do Ministerstwa Spraw Wewnętrznych odeszła cała kontrola ruchu granicznego oraz ochrona GPK. Tym samym naruszono jednolity system ochrony granicy państwowej. GPK Władysławowo weszła w podporządkowanie Wydziału Kontroli Ruchu Granicznego Komendy Wojewódzkiej Milicji Obywatelskiej, kontrolę graniczną wykonywali funkcjonariusze Milicji Obywatelskiej podlegli MSW.
1 października 1971 WOP został podporządkowany pod względem operacyjnym, a od 1 stycznia 1972 pod względem gospodarczym MSW. Do WOP powrócił cały pion kontroli ruchu granicznego wraz z przejściami. Przywrócono jednolity system ochrony granicy państwowej. GPK Władysławowo podlegała bezpośrednio pod sztab Kaszubskiej Brygady WOP w Gdańsku i tak funkcjonowała do 15 maja 1991.
Straż Graniczna:
Po rozwiązaniu Wojsk Ochrony Pogranicza, z dniem 16 maja 1991 Graniczna Placówka Kontrolna Władysławowo weszła w podporządkowanie Kaszubskiego Oddziału Straży Granicznej w Gdańsku i przyjęła nazwę Graniczna Placówka Kontrolna Straży Granicznej we Władysławowie (GPK SG we Władysławowie).
W wyniku zmian nadmorskich struktur Straży Granicznej, zgodnie z zarządzeniem Komendanta Głównego SG, od 2 czerwca 1992  GPK SG we Władysławowie przeszła w podporządkowanie Morskiego Oddziału Straży Granicznej (MOSG).
W 2000 rozpoczęła się reorganizacja struktur Straży Granicznej związana z przygotowaniem Polski do wstąpienia do Unii Europejskiej i przystąpieniem do Traktatu z Schengen. Podczas restrukturyzacji wprowadzono kompleksową ochronę granicy już na najniższym szczeblu organizacyjnym tj. strażnica i graniczna placówka kontrolna. Wprowadzona całościowa ochrona granicy zniosła podział na graniczne jednostki organizacyjne ochraniające tylko tzw. „zieloną granicę” i prowadzące tylko kontrole ruchu granicznego. W wyniku tego, 15 października 2002 przejęła wraz z obsadą etatową pod ochronę odcinek, po rozformowanej strażnicy SG we Władysławowie zostały połączone w jeden organizm pod nazwą Graniczna Placówka Kontrolna Straży Granicznej we Władysławowie.
Jako Graniczna Placówka Kontrolna Straży Granicznej we Władysławowie funkcjonowała do 23 sierpnia 2005 i 24 sierpnia 2005 Ustawą z 22 kwietnia 2005 O zmianie ustawy o Straży Granicznej... została przekształcona na Placówkę Straży Granicznej we Władysławowie (PSG we Władysławowie) w strukturach Morskiego Oddziału Straży Granicznej.

## Podległe przejścia graniczne
Stan z października 1987
- Władysławowo (morskie)
- 3 przystanie rybackie, w tym jedna z wyjściem na pełne morze.

## Wydarzenia
- 1949 – sierpień, z portu we Władysławowie kutrem „Wła-18” uciekła z Polski jego załoga[12].
- 1949 – październik, z portu we Władysławowie nieznani sprawcy uprowadzili do Szwecji kuter „Wła-49”[12].
- 13 grudnia 1981–22 lipca 1983 – (stan wojenny w Polsce), po wprowadzeniu ograniczeń w ruchu granicznym część niewykorzystanej kadry GPK przerzucono do strażnic w celu wspomożenia bezpośredniej ochrony granicy. W stan gotowości były postawione pododdziały odwodowe. Wzmocniono kontrolę ruchu jednostek pływających[13].

## Komendanci/dowódcy granicznej placówki kontrolnej
- kpt. Kazimierz Gorzny (do 20.03.1952)
- por. Kazimierz Górny[14]
- kpt. Walery Jasiński[14]
- mjr Władysław Stegent[14]
- kpt. Czesław Badocha[14]
- kpt. Tadeusz Kaczyński[14]
- mjr Jan Załęcki[14]
- mjr Mikołaj Kondracki[11][14] p.o. (1.03.1983[h]–31.07.1983)[15] (1.08.1983–był 31.07.1990)[15]

Komendanci GPK SG:
- mjr SG Mariusz Wolniak (był w 2002)[16].